# Николаевка (Костанайская область)
Николаевка (каз. Николаев) — село в районе Беимбета Майлина Костанайской области Казахстана. Входит в состав Асенкритовского сельского округа. Код КАТО — 396435500.

## География
Находится примерно в 9 км к северо-западу от районного центра села Тарановское на правом берегу реки Аят.
Территория села составляет 1589 га.

## Население
В 1999 году население села составляло 491 человек (252 мужчины и 239 женщин). По данным переписи 2009 года, в селе проживало 430 человек (221 мужчина и 209 женщин).
На 1 января 2013 года численность населения села составила 447 человек.